# Röhrenmuseum Ellzee
Das kleine Röhrenmuseum in Ellzee ist ein privates Museum mit Exponaten überwiegend aus den Bereichen Funktechnik, Röhrentechnik und Unterhaltungselektronik.

## Geschichte
Das Museum wurde 2015 von einem Mitarbeiter der ehemaligen AEG gegründet und befindet sich mit etwa 170 m² Ausstellungsfläche auf drei Ebenen verteilt im früheren Heuboden eines alten landwirtschaftlichen Anwesens.
Die ursprüngliche Sammlung von Glas- und Metallkeramik-Röhren wird durch zum großen Teil funktionsfähige Geräte der Unterhaltungselektronik laufend ergänzt.

## Exponate
Die Ausstellungsstücke sind hauptsächlich Produkte der früheren Firmen AEG und Telefunken mit einem zeitlichen Schwerpunkt ab etwa 1930. Das jüngste Exponat ist eine Sat-Röhre für den Satelliten Koreasat 5, die in der Fertigungsstätte für eine evtl. Ersatzbestückung vorgehalten wurde.
Einen breiten Raum nehmen im Museum auch historische Dokumente einzelner Fertigungsstätten und eine umfangreiche Fachliteratur-Sammlung ein. Passend zu den Baujahren der jeweiligen Exponate sind zudem Utensilien des täglichen Lebens wie Kalender, Stadtpläne und Spielzeugartikel beigelegt oder auch Haushaltskleingeräte ausgestellt, wie sie in den Aufenthaltsräumen der früheren Fertigungsstätten vorzufinden waren.